# Filariidae
Famille
Filariidae est une famille de nématodes (les nématodes sont un embranchement de vers non segmentés, recouverts d'une épaisse cuticule et menant une vie libre ou parasitaire).
Ces filaires sont toutes responsables de parasitoses humaines (filarioses).

## Liste des genres
- Brugia
- Dirofilaria
- Loa
- Mansonella
- Onchocerca